# フライングハイ2/危険がいっぱい月への旅
『フライングハイ2/危険がいっぱい月への旅』（原題: Airplane II: The Sequel）は、1982年に公開されたアメリカ合衆国のコメディ映画。

## 概要
ちょっぴり未来のヒューストンで、人類初の月観光旅行に向かったスペースシャトル「メイフラワー号」を巡る騒動を描く。
1980年の『フライングハイ』の続編で、旅客機から宇宙船に舞台を移し、前作の雰囲気を踏襲しつつも、『スター・ウォーズ』『E.T.』『2001年宇宙の旅』『スパイ大作戦』『スタートレック』などの新たなパロディが盛り込まれた作品。
『スタートレック』のカーク船長役のウィリアム・シャトナーや、『スパイ大作戦』のジム・フェルプス役のピーター・グレイブスがサブキャラとして登場している。

## あらすじ
近未来のこと。月に人が移り住むようになり、表面には基地が設置される。「メイフラワー・ワン」として知られる月シャトルがヒューストンから打ち上げられようとしている。地上職員の責任者であるサージは、この事業が気に入らないものの、航空会社の経営陣の言うことに従っている。
運航乗務員には、クラレンス・オヴール機長、ナビゲーター兼副操縦士のアンガー、副操縦士兼航空機関士のダンがいる。また、コンピューター担当のエレイン・ディキンソンも常務している。テッド・ストライカーをふったエレインは現在、乗務員の1人であるサイモン・カーツと婚約しており、テッドは精神病院に収容されている。テッドが操縦した試験飛行で月シャトルが墜落した後の訴訟で、彼は心神喪失状態と認定された。テッドは、この訴訟は月シャトルの安全上の問題に関して自分を黙らせることが目的だったと考えている。彼は再び戦時中の行動、特に「マッチョ・グランデ」上空で自分の飛行隊の部下全員を失ったことが脳裏から去ることが無く、その結果「飲むことの問題」が再発する。テッドは月シャトルの打ち上げのことを知り、精神病院を抜け出し、月への券を購入する。
「メイフラワー・ワン」は飛行中、電気のショートに見舞われ、人工知能コンピューター「ROK」が狂い、シャトルを太陽に向けてしまう。アンガーとダンはコンピュータを停止しようとするが、エアロックにより吹き飛ばされてしまう。オヴールはROKを止めようとするが、コンピューターは彼にガスを吹き付けて気を失わせる。サイモンはエレインを見捨てて、独りで脱出ポッドで離脱する。テッドは再び危機を救うよう求められるが、彼はまずコンピュータからシャトルの制御を奪い返す方策を見つけなければならない。航空管制官のスティーブ・マクロスキーは、乗客ジョー・セルチが妻に保険金を渡すために自殺する積りで、鞄に爆弾を入れて搭乗していたことを明らかにする。テッドは何とかジョーから爆弾を奪い取り、それを使ってROKを爆破し、当初の予定通りシャトルを月に向かわせる。
コンピュータの破壊によりシャトルにも損傷が発生する。シャトルはまだ危険を脱していない。月へ向かう途中、飛行管制はバック・マードック司令官の指揮下にある月面基地に移る。マードックは「マッチョ・グランデ」上空の出来事のせいでテッドを馬鹿にしていたが、協力することに同意し、彼らはシャトルを月面に無事着陸させることに成功する。テッドとエレインは再び恋に落ち、機内で結婚する。この結婚の後、ジョー・セルチがコックピットを覗き込み、ブリーフケースを返してほしいと頼む。
エンドクレジット後のパラマウント映画による「エアプレーン III」の予告に触発されたマードックは「それは正に彼らが私たちに期待していることだ！」と言う。

## キャスト
※括弧内は日本語吹替（初回放送1987年1月31日 日本テレビ『土曜映画劇場』15:30-17:00）
- ロバート・ヘイズ：テッド・ストライカー（石丸博也）
- ジュリー・ハガティ：エレイン（高島雅羅）
- チャド・エヴェレット：サイモン（若本紀昭）
- チャック・コナーズ：サージ（渡部猛）
- ソニー・ボノ（英語版）：ジョー
- ジョン・ヴァーノン：ストーン医師
- ピーター・グレイブス：オーヴァー船長（筈見純）
- ロイド・ブリッジス：マクロスキー主任管制官（藤本譲）
- ウィリアム・シャトナー：マードック中佐（小川真司）
- レイモンド・バー： 裁判長（郷里大輔）
- スティーブン・スタッカー（英語版）：ジェイコブス
- ローレン・ランドン：テスラ（客室乗務員）
- ウェンディ・フィリップス（英語版）：メアリー（小宮和枝）
  - 日本語吹替その他声の出演：広瀬正志、二又一成、小関一、伊井篤史、幹本雄之、喜多川拓郎、稲葉実、達依久子、林優子、竹口安芸子

## スタッフ
- 監督・脚本：ケン・フィンケルマン（英語版）
- 製作：ハワード・W・コッチ（英語版）
- 撮影：ジョゼフ・バイロック
- 音楽：エルマー・バーンスタイン、リチャード・ハザード（英語版）